# AFCアジアカップ2023・決勝
2023 AFCアジアカップ・決勝は、アジアサッカー連盟 (AFC) 加盟協会の男子代表チームで争われるAFCアジアカップの第18回大会（AFCアジアカップ2023）の決勝戦。2024年2月10日にカタール・ルサイルにあるルサイル・スタジアムで開催された。
開催国であるカタールがヨルダンを3-1で下し、2004年大会の日本以来となる大会連覇を達成した。

## 概要
本大会のホスト国で、2019年大会からの連覇達成を狙うカタールと、初優勝を狙うヨルダンの組み合わせとなった。

## 準決勝までの戦い
| 順 | チーム     | 試 | 点 |
| -- | ---------- | -- | -- |
| 1  | バーレーン | 3  | 6  |
| 2  | 韓国       | 3  | 5  |
| 3  | ヨルダン   | 3  | 4  |
| 4  | マレーシア | 3  | 1  |

| 順 | チーム         | 試 | 点 |
| -- | -------------- | -- | -- |
| 1  | カタール (H)   | 3  | 9  |
| 2  | タジキスタン   | 3  | 4  |
| 3  | 中華人民共和国 | 3  | 2  |
| 4  | レバノン       | 3  | 1  |

## 試合

### 前半
前半20分、カタールのアクラム・アフィーフがペナルティエリア内で倒され、PKを獲得。これをアクラム・アフィーフが決めカタールが先制点を入れる。その後ヨルダンがシュートを決めるもこれは入らず、前半終了。ヨルダン0-1カタールとなっている。

### 後半
後半の序盤はヨルダンが主導権を握り、シュートを放つも、ゴールは決められなかった。しかし後半27分、右サイドからのパスをアル・ナイマトが拾い、そのままシュートを決めヨルダンが追いつく。だが後半30分、ペナルティエリア内でカタールのイスマエル・モハマドが倒されPKを獲得。これをアクラム・アフィーフが決めカタールが勝ち越しに成功する。後半46分、アクラム・アフィーフがペナルティエリア内でヨルダンのGKに衝突し倒れ、またまたPKを獲得。これをアクラム・アフィーフが決め、ハットトリックをPKだけで決める珍しい結果となった。そのまま試合の状況は変わることなく終了。開催国カタールが3-1でヨルダンに勝ち、2019年大会からの2連覇を達成した。

### 結果
| ヨルダン              | 1 - 3    | カタール                                       |
| --------------------- | -------- | ---------------------------------------------- |
| - アッ＝ナイマト 67分 | レポート | - アフィーフ 22分 (PK), 73分 (PK), 90+5分 (PK) |

| ヨルダン | カタール |

| GK                       | 1  | ヤズィード・アブー・レイラ | 90+4分 |        |
| CB                       | 3  | アブダッラー・ナシブ       |        |        |
| CB                       | 5  | ヤザン・アッ＝アラブ       |        |        |
| CB                       | 17 | セーラム・アル・アジャリン | 45+7分 |        |
| RM                       | 23 | イーサン・ハダッド         |        |        |
| CM                       | 21 | ニザール・アル・ラシュダン |        |        |
| CM                       | 8  | ヌール・アル・ラワブデ     |        |        |
| LM                       | 13 | マフムード・アル・マルディ |        | 80分   |
| RF                       | 10 | ムーサ・アッ＝タアマリー   |        |        |
| CF                       | 11 | ヤザン・アッ＝ナイマト     | 86分   |        |
| LF                       | 9  | アリ・オルワン             | 18分   | 90+5分 |
| 交代出場                 |    |                            |        |        |
| MF                       | 18 | サレハ・ラテブ             |        | 80分   |
| MF                       | 25 | アナス・アル・アワダット   |        | 90+5分 |
| 監督                     |    |                            |        |        |
| MAR フセイン・アムムータ |    |                            |        |        |

| GK                         | 22 | マシャアル・バルシャム         | 90+16分 |      |
| CB                         | 5  | タレク・サルマン               |         |      |
| CB                         | 3  | アルマフディ・アリ・ムフタル   |         | 81分 |
| CB                         | 12 | ルーカス・メンデス             |         |      |
| RM                         | 9  | ユスフ・アブドゥリサグ         |         | 63分 |
| CM                         | 24 | ジャッセム・ガベル             |         | 53分 |
| CM                         | 20 | アフマド・ファトヒー           |         |      |
| CM                         | 10 | ハサン・アル＝ハイドゥース     |         | 53分 |
| LM                         | 4  | モハメド・ワエド               |         |      |
| CF                         | 19 | アルモエズ・アリ               |         |      |
| CF                         | 11 | アクラム・アフィーフ           |         |      |
| 交代出場                   |    |                                |         |      |
| MF                         | 8  | アリー・アサダッラー           | 90+9分  | 53分 |
| MF                         | 6  | アブドルアズィーズ・ハーティム |         | 53分 |
| FW                         | 17 | イスマエル・モハマド           |         | 63分 |
| DF                         | 16 | ブーアッラーム・フーヒー       |         | 81分 |
| 監督                       |    |                                |         |      |
| ESP ティンティン・マルケス |    |                                |         |      |

| マン・オブ・ザ・マッチ QAT アクラム・アフィーフ 副審 CHN 周飛 CHN 張成 第4の審判 UZB イルギス・タンタシェフ 予備副審 UZB アンドレイ・ツァペンコ ビデオ・アシスタント・レフェリー (VAR) CHN 傅明 アシスタント・ビデオ・アシスタント・レフェリー(AVAR) JPN 飯田淳平 | 試合ルール - 試合時間は90分。 - 90分終了後同点の場合、30分の延長戦が行われる。 - 120分終了後同点の場合、PK戦で優勝国が決定される。 - 90分内で決着が付いた場合5人まで（交代回数は後半開始前を除き3回以内）、延長戦に突入した場合合計6人まで（交代回数は後半開始前・延長戦開始前・延長後半開始前を除き4回以内）選手交代が可能。ただし、脳震盪による選手交代が必要と判断された場合は、前述と別に1人の選手交代が可能。 |

## 優勝国
| AFCアジアカップ2023優勝国   |
| --------------------------- |
| · カタール · 2大会連続2回目 |